# Олександр Могила
Олександр Могила (рум. Alexandru Movilă, пол. Aleksander Mohyła; ? — ?, Стамбул) — господар Молдови (22 листопада 1615 — 2 серпня 1616) з роду молдовських бояр, господарів Могил.

## Життєпис
Був сином господаря Ієремії Могили і його дружини Єлизавети Чомортань-Лозинської, яка організувала похід до Молдови своїх зятів — овруцького старости князя Михайла Вишневецького і полковника, князя Самійла Корецького. Їхні військові загони, що складались переважно з козаків, під Татарені розбили військо господаря Стефана IX Томші і посадили на престол 14-річного Олександра Могилу. Від його імені правила мати та бояри, проводячи пропольську політику.
На початку 1616 у Молдовському князівстві під час таїнства Святого Причастя чернець отруїв кн. Михайла Вишневецького. Це послабило підтримку Олександра Могили з сторони лише кн. Самійла Корецького, загони якого витримали облогу у Яссах, у лютому були витіснені з Молдовського князівства османсько-татарським військом, а 2 березня у битві під Хотином повторно розбили загони Штефана IX Томші. Через брак платні частина козаків повернулась до України. Тим часом Висока Порта вирішила поставити господарем Молдови лояльного господаря Валахії Раду Міхню. За допомогою чамбулів татар, війська бейлербея Боснії Іскандер Паші Раду Міхня розбив польсько-молдовське військо під Сасовим Рогом. Полонених Самійла Корецького, Олександра Могилу разом з матір'ю і братом Богданом відправили до Стамбула (Константинополя). Заради збереження життя Олександр Могила прийняв іслам та опинився прислужником у гаремі аги, де помер.
Єлизавета Могила перед виїздом постриглася в черниці і відіслала його до монастиря Сучевиця, де був похований Ієремія Могила. Вона померла близько 25 березня 1617 у Константинополі.